# 鳳州
鳳州（ほうしゅう）は、中国にかつて存在した州。南北朝時代から明初にかけて、現在の陝西省鳳県一帯に設置された。

## 魏晋南北朝時代
526年（孝昌2年）、北魏により設置された南岐州を前身とする。南岐州は固道郡・広化郡・広業郡の3郡を管轄した。554年（廃帝3年）、西魏により南岐州は鳳州と改称された。

## 隋代
隋初には、鳳州は2郡4県を管轄した。583年（開皇3年）、属郡の両当郡と広化郡が廃止された。605年（大業元年）に康州が廃止され、その管轄区域が統合され、5県を管轄した。607年（大業3年）に州が廃止されて郡が置かれると、鳳州は河池郡と改称され、下部に4県を管轄した。隋代の行政区分に関しては下表を参照。
| 隋代の行政区画変遷 | 隋代の行政区画変遷 | 隋代の行政区画変遷 | 隋代の行政区画変遷 | 隋代の行政区画変遷 | 隋代の行政区画変遷          |
| 区分               | 開皇元年           | 開皇元年           | 開皇元年           | 区分               | 大業3年                     |
| ------------------ | ------------------ | ------------------ | ------------------ | ------------------ | --------------------------- |
| 州                 | 鳳州               | 鳳州               | 康州               | 郡                 | 河池郡                      |
| 郡                 | 両当郡             | 広化郡             | 広業郡             | 県                 | 両当県 梁泉県 河池県 同谷県 |
| 県                 | 両当県 梁泉県      | 広化県 思安県      | 同谷県             | 県                 | 両当県 梁泉県 河池県 同谷県 |

## 唐代
618年（武徳元年）、唐により河池郡は鳳州と改められた。742年（天宝元年）、鳳州は河池郡と改称された。758年（乾元元年）、河池郡は鳳州と改称された。鳳州は山南西道に属し、梁泉・両当・河池・黄花の4県を管轄した。

## 宋代以降
宋のとき、鳳州は秦鳳路に属し、梁泉・両当・河池の3県と開宝監を管轄した。
元のとき、鳳州は興元路に属し、属県を持たない散州となった。
1374年（洪武7年）、明により鳳州は鳳県に降格され、漢中府に属することとなった。